# Club Baloncesto Los Barrios
El Club Baloncesto Los Barrios, conegut també amb el nom de C.B. Villa de Los Barrios és un club de bàsquet de Los Barrios (Cadis, Andalusia) que juga a la lliga LEB Oro.

## Trajectòria
- 2004: 14è (LEB)
- 2005: 9è (LEB)
- 2006: 11è (LEB)
- 2007: 4t (LEB)